# آریان یاکت
آریان یاکت (هلندی: Arjan Jagt؛ زادهٔ ۱ سپتامبر ۱۹۶۶) دوچرخه‌سوار اهل هلند است.
وی در مسابقات کشوری و بین‌المللی در مجموع برندهٔ ۱ مدال برنز شده‌است.